# 로버트 멘지스
로버트 고든 멘지스 경(Sir Robert Gordon Menzies, KT, AK, CH, FRS, 1894년 12월 20일 ~ 1978년 5월 15일)은 오스트레일리아의 정치인으로 12대이자 18년과 절반의 장기적 총리(1939년 ~ 41년, 1949년 ~ 66년)를 지냈다. 그는 권력으로 재빠른 상승을 가졌으나 총리로서 그의 첫 기간은 실패였다. 그는 자신이 영국 자유당원들보다 더욱 영국 보수당에 더욱 비슷한 오스트레일리아 자유당을 창당한 동안 야당에서 8년을 보냈다. 그는 1949년 오스트레일리아 총선에서 재선된 총리였고, 그러고나서 1966년 자신의 은퇴까지 오스트레일리아 정치를 지배하였다. 멘지스는 오스트레일리아 국회의사당의 믿바닥과 선거 철자 둘다에 멋진 연설자로 명성을 얻었다. 멘지스는 조국을 세번이나 전쟁으로 데려갔다. 제2차 세계 대전에 그는 많은 오스트레일리아인들이 "모국"으로 불른 영국의 원조에 연합국에 가입하였다. 그는 후에 한국 전쟁에서 싸우는 데 군인들을 보냈다. 다음에 그는 베트남 전쟁에서 미국을 성원하였다. 오스트레일리아의 안전이 미국의 후원에 의지한 것을 확신시킨 그는 1951년 앤저스 동맹에 들어갔다. 그는 영연방 국가들과 동맹들의 강한 후원자였다. 그는 1956년 수에즈 운하에서 영국의 중재를 성원하였다. 멘지스 재직 기간에 오스트레일리아는 남태평양과 아시아의 지정학 정황 안에서 자신을 더욱 전문적 의견을 취하였다. 권력에서 그의 기간 동안 이민을 오기를 원한 유색 인종과 아시아인들에 차별하고, 대신 유럽인의 이민에 용기를 준 백호주의로 알려진 정책이 일어났다. 당시 남아프리카공화국에서 유행한 것과 비슷한 인종 청결의 개념들은 백인 남아프리카공화국인들이 전 정착 식민지들의 같은 단체의 일부로 여긴 오스트레일리아에서 인기였다. 오스트레일리아 원주민의 권리들도 그의 장기적 총리직 기간 동안 정치적 비망록에 있지 않았으며, 학교 어린이들은 원주민들이 역사 혹은 문화를 가지지 않은 것을 나타낸 이래 제임스 쿡 이전의 오스트레일리아의 역사 혹은 문화에 관하여 배우지 않았다.

## 어린 시절

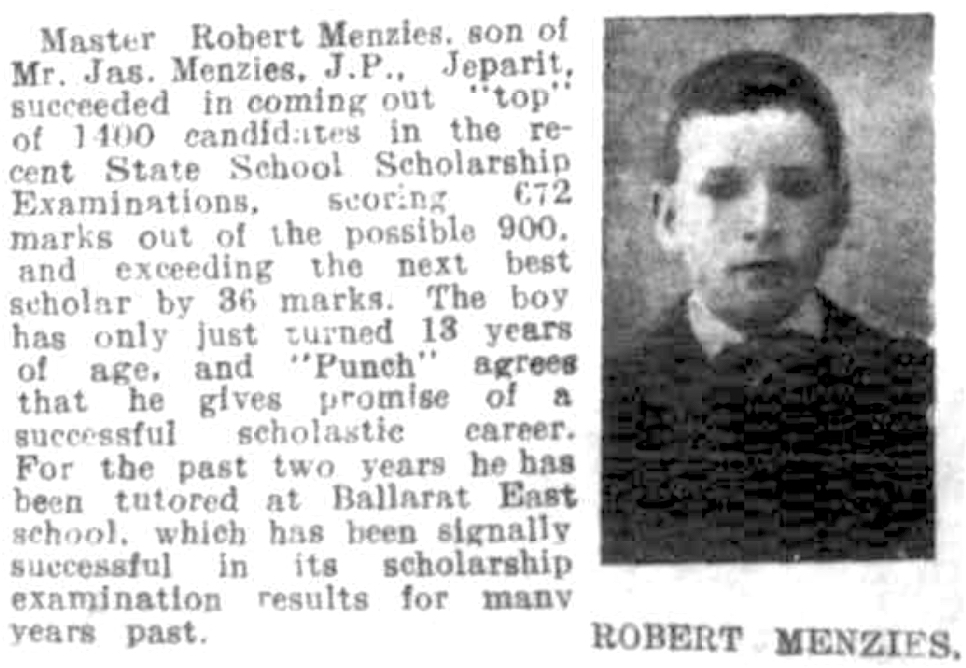
멜버른 펀치 잡지에 나온 당시 13세 멘지스의 기사

빅토리아주 서부 윔메라 지방의 작은 촌 저파릿에서 제임스와 케이트 멘지스에게 태어났다. 그의 부친은 빅토리아의 골드 러시가 일어난 1850년대 중반에 오스트레일리아로 이주한 스코틀랜드인 소작인의 아들로 가게 주인이었다. 그의 외조부 존 샘프슨은 또한 빅토리아주 밸러래트에 있는 금광에 자신의 부유를 추구하러 온 광부였다. 그의 부친과 그의 삼촌들 중의 한명은 멘지스의 다른 삼촌이 하원에서 윔메라를 대표한 동안 둘다 빅토리아주 국회의원을 지내왔다. 그는 스코틀랜드 고지대 계통에 자랑스러웠다.
멘지스는 처음에 한반의 학교에서, 그러고나서 밸러라트와 멜버른에 있는 공립 학교에서 교육을 받고 멜버른 대학교에서 법학을 전공하였다.
제1차 세계 대전이 시작될 때 멘지스는 19세였고, 그의 가족은 그의 형들이 입대하는 것을 결정하였다. 그 일은 후에 이 형제들의 입대와 함께 전쟁에 바치는 데 충분히 이룬 동안 멘지스는 자신의 전공을 끝내는 데 머물어야 한다고 진술되었다. 하지만 멘지스 자신은 왜 자신이 입대하는 데 선택하지 않은 이유를 전혀 설명하지 않았다. 그는 대학 재학의 활동들에 두드러졌고, 학문적 상들을 수상하고, 자신을 전쟁과 징병제의 애국적 성원자가 되는 선언을 하였다. 그는 1918년 법학 학사를 취득하며 졸업하였다. 그는 곧 멜버른에서 지도적인 변호사들 중의 하나가 되었고, 숙고적인 행운을 얻기 시작하였다. 1920년 그에 평판으로 온건적 영향이었던 연방 국민당 하원 의원의 딸 패티 레키와 결혼하였다.
1928년 멘지스는 오스트레일리아 국민당을 대표한 빅토리아 주립 의회의 의원으로서 주립 의회에 입문하는 데 법률을 포기하였다. 이듬해 그는 빅토리아주 입법 회의로 옮기고, 2년간 보수적 빅토리아주 정부에서 장관(1932 ~ 34)이었으며 1932년 빅토리아주의 부지사가 되었다.
멘지스는 1934년 연방 정치에 입문하여 연합오스트레일리아당을 대표하였다. 그는 즉시 조지프 라이언스 정부에서 법무 장관과 산업 장관으로 임명되었고, 곧 연합오스트레일리아당의 대리 당수가 되었다. 그는 라이언스의 자연적 후임자로 보였고, 그가 부인한 고발인 라이언스를 밀어내는 것을 원하는 데 고발되었다. 1939년 4월 7일 라이언스는 사망하였다.

## 총리 재임 1기

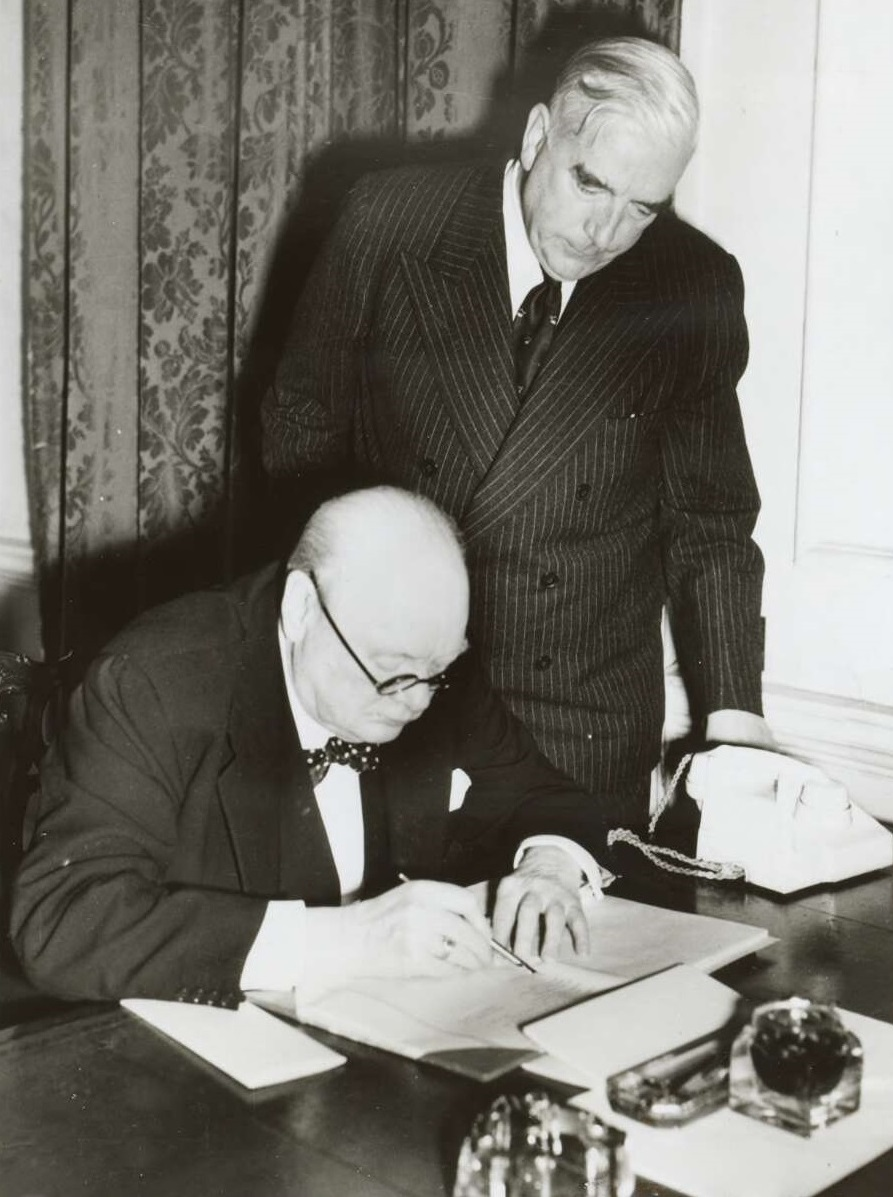
윈스턴 처칠과 함께

1939년 4월 26일 국가당의 당수 얼 페이지 경이 관리인 총리였던 기간에 이어 멘지스는 연합오스트레일리아당의 당수로 선출되었고, 총리로서 선서하였다. 그러나 페이지가 그의 아래에 지내는 것을 거부할 때 위기가 일어났다. 하원에서 일어난 비상한 개인적 공격에서 페이지는 멘지스를 전쟁에서 입대되지 않은 것에 비겁과 라이언스에 배반으로 고발하였다. 멘지스는 그러고나서 소수의 정부를 형성하였다. 몇달 후 페이지가 국가당의 당수로서 물러날 때 멘지스는 페이지의 후임자 아치 캐머런과 연정을 형성하였다. 멘지스는 후에 페이지를 용서하였으나 패티 여사는 다시는 그에게 말하지 않았다고 한다.
그해 9월 나치 독일에 영국의 전쟁 선언과 함께 멘지스는 자신을 전쟁 시기의 총리로 찾았다. 그는 국가를 집합시키는 데 최선을 다 하였으나 이것을 어렵게 만든 제1차 세계 대전을 따라간 환멸감과 멘지스가 전쟁에 복무하지 않은 사실과 1939년 법무 장관과 부총리로서 멘지스의 공식 독일 방문과 정권을 위하여 그의 행정을 표현한 쓰라린 기억들이 그의 신용을 손상시켰다. 1940년 선거에서 연합오스트레일리아당은 거의 패하였고, 멘지스의 정부는 2명의 무소속 하원 의원의 성원에 감사하는 것만으로서 생존하였다. 존 커틴 아래 오스트레일리아 노동당은 전쟁 연정을 형성하는 멘지스의 제공을 거부하였다.
1941년 멘지스는 모국에서 자신의 직위가 타락한 동안 윈스턴 처칠 총리와 다른 지도자들과 전쟁의 전략을 논의하면서 영국에서 몇달을 보냈다. 오스트레일리아의 역사가 데이비드 데이는 멘지스가 영국의 총리로서 처칠을 대체하는 데 희망하였고, 이 일을 위하여 영국에서 그가 어떤 성원을 가졌다고 암시하였다. 제럴드 헨더슨 같은 다른 오스트레일리아의 작가들은 이 이론을 거절하였다. 멘지스가 귀국할 때 그는 전부의 성원을 잃은 것을 찾아냈고, 8월 28일 처음에 총리로서, 그러고나서 연합오스트레일리아당의 당수로서 사임하는 데 강요되었다. 국가당의 당수 아서 패던이 총리가 되었다. 멘지스는 자신의 동료들에 의한 이 배신으로서 자신이 본 것에 대하여 매우 쓰라린 느낌이 들었고, 거의 정계를 떠났다.

## 권력에 돌아오며

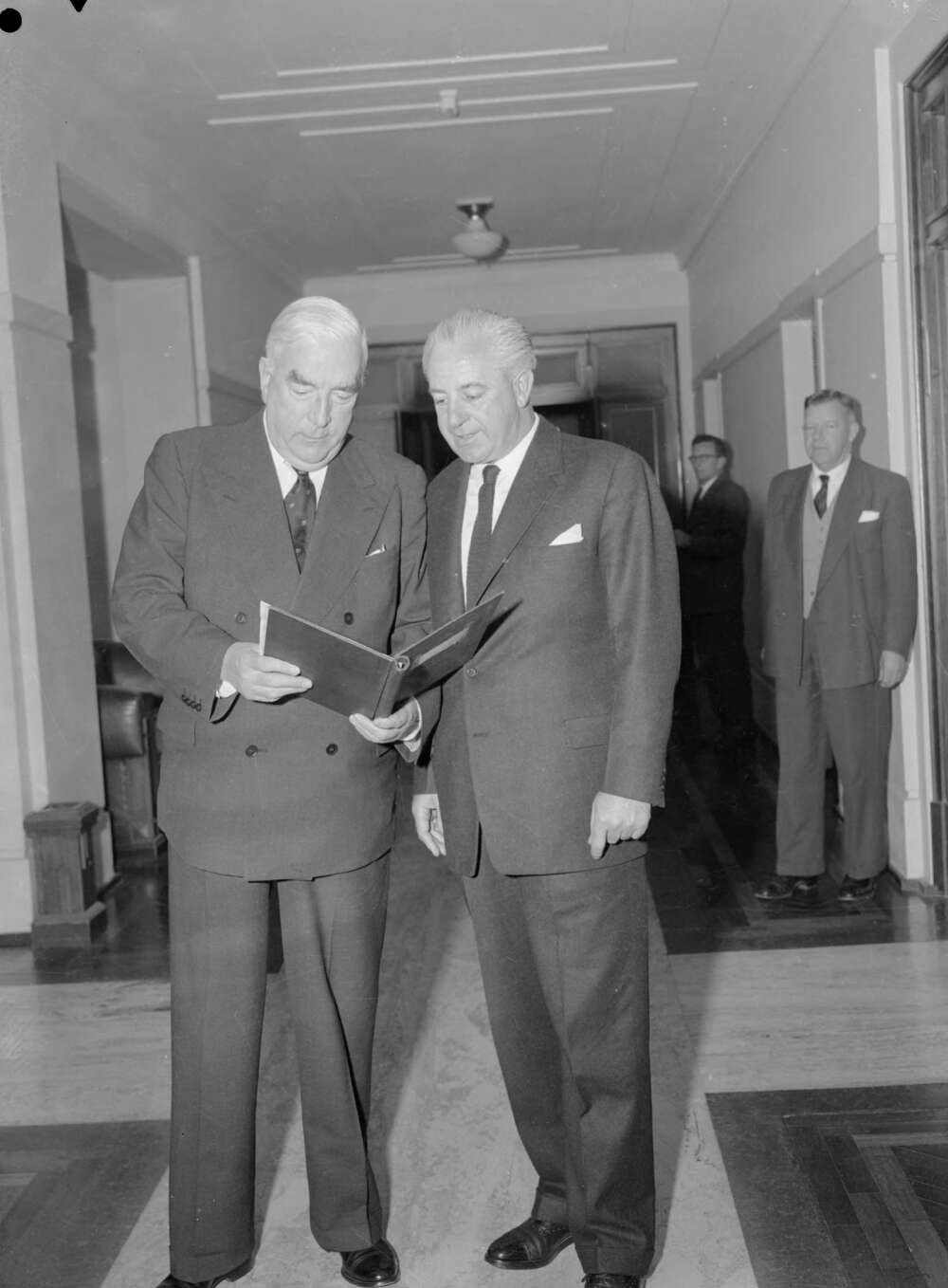
멘지스와 회계원 해럴드 홀트

국회에서 패던 정부의 패배에 이어 존 커틴 아래 오스트레일리아 노동당이 10월 후순 권력에 왔다. 1943년 커틴은 선거의 큰 승리를 거두었다. 1944년 동안 멘지스는 소멸해가는 연합오스트레일리아당을 대체하는 데 새로운 반노동당을 형성하는 것을 논의하는 데 애스필리에서 낡은 택지에 관한 연속 회의들을 개최하였다. 이 일은 1945년 초순에 멘지스가 당수로서 발포된 노동당이었다. 그러나 노동당은 권력에 굳게 자기 입장을 굳혀꼬, 커틴의 후임자 벤 치플리가 편안하게 재선되었다. "우리는 멘지스와 이길 수 없다"는 소감들이 보수적 언론계에 배부되기 시작하였다.
다음 몇년의 세월에 냉전 초기의 반공주의 운동이 노동당의 성원을 서서히 손상시키기 시작하였다. 1947년 치플리 총리는 자신이 오스트레일리아의 개인적 은행들을 국유화할 예정이라고 공고하여 멘지스가 성공적으로 촉진한 강한 중산계급 저항을 자극하였다. 1949년 공산당에 의하여 공작된 쓰라린 탄광 파업이 또한 멘지스의 손으로 수행되었다. 그해 12월 그는 선거를 우승하여 다시 총리가 되었다.
오스트레일리아 노동당은 상원에서 통치를 유지하였으나 멘지스의 인생을 매우 어렵게 만들었다. 1951년 멘지스는 공산당을 금지하는 입법을 소개하여 상원이 그것을 거절하고 2배의 해산 선거를 위한 실례를 그에게 주는 희망을 두었으나 노동당은 법안이 통과되도록 하였다. 그 일은 대법원에 의하여 이어서 지배된 비헌법적이었다. 그러나 상원이 그의 은행 법안을 거절할 때 그는 2배의 해산을 불러 상하원 양쪽의 통치를 이겼다.
1951년 후순에 멘지스는 그에게 공산당을 금지하는 데 허락한 헌법을 바꾸는 데 국민 투표를 실시하는 데 결정하였다. 새 노동당의 당수 H. V. 에벗 박사는 시민자유주의의 근거들에 국민 투표에 대항하는 운동을 벌였으며, 좁게 패하였다. 이 일은 멘지스의 몇몇 선거적 선거인 계산 착오들 중의 하나였다. 그는 한국 전쟁에 오스트레일리아군들을 파병하였고, 미국과 가까운 제휴를 지속하였다.
경제적 상태들은 악화되었고, 에벗은 1954년 선거를 우승하는 데 자신을 가졌다. 선거가 열리기 짧게 전에 멘지스는 오스트레일리아에서 소련의 외교관 블라디미르 페트로프가 탈주하였고, 에벗의 측근들을 포함한 오스트레일리아에서 소련의 스파이 경쟁의 증거가 있었다는 공고를 하였다. 냉전의 위협은 멘지스가 선거를 이길 수 있도록 하였다. 노동당은 페트로프의 탈주를 조정한 것에 멘지스를 고발하였으나 이 일이 그릇됨으로 증명된 이래 그는 단순하게 그 장점을 택하였다.
1954년 선거의 여파는 노동당에서 갈라짐을 일으켰고, 멘지스는 1955년과 1958년 에벗에 편안하게 재선되었다. 이 당시로 봐서 전쟁 이후의 경제적 붐은 완전한 진행에 있었고, 대량의 이민과 주택에 증대와 이것이 생산된 제조업에 의하여 원기 왕성하였다. 오스트레일리아의 농산물 수출을 위한 가격들도 또한 높아 오르는 소득을 보증하였다. 노동당의 오히려 낡은 유행의 사회주의 수사학은 멘지스와 전부를 위한 안정과 번영을 위한 약속을 위하여 조화하지 않았다.

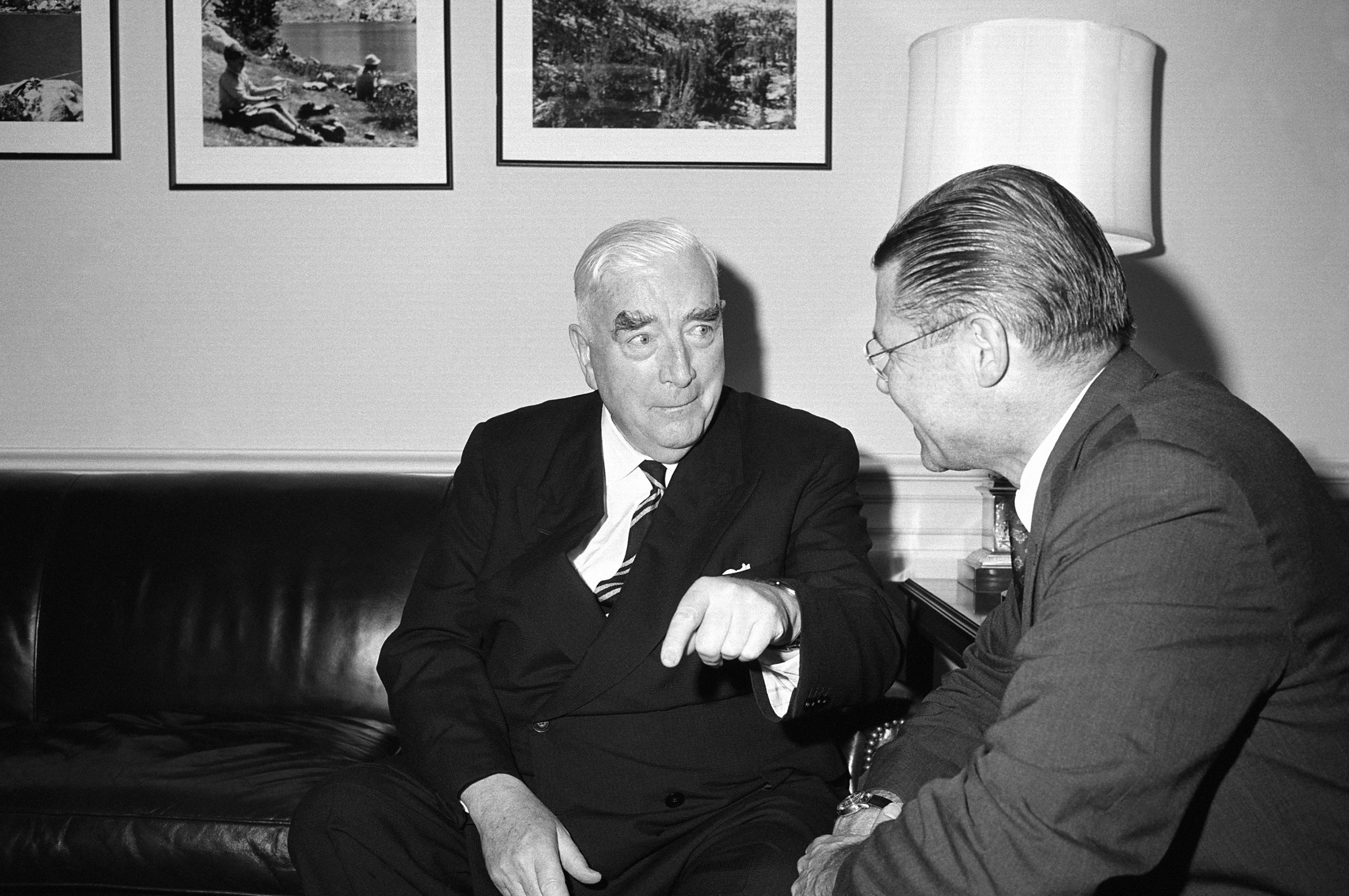
로버트 맥나마라 미국 국방부 장관과 회담하는 멘지스 총리

노동당의 새 당수 아서 콜웰은 인플레이션을 제지하는 데 노력인 신임에 무분별한 착취 후에 멘지스에게 위협을 주어 실업이 늘어나는 원인을 가져왔다. 1961년 오스트레일리아 총선에서 멘지스는 2개 만의 의석의 다수와 함께 돌아왔다. 그러나 멘지스는 냉전과 미국의 제휴에 노동당의 분할을 촉진할 수 있었고 1963년의 총선에서 증가한 다수를 이겼다. 오스트레일리아 노동당의 연방 행전관이 정책을 결심시킨 동안 콜웰이 사우스 캔버라 호텔의 밖에 서있는 것이 찍힌 사건은 또한 1963년 승리에 공헌하였다. 이 일은 첫 "텔레비전 선거"였고, 거의 70세에 불구하고 멘지스는 새로운 매체의 지배자를 증명하였다. 그는 동년 시슬 훈장의 기사로 만들어졌다.
1965년 멘지스는 베트남 전쟁에 오스트레일리아군들을 맡기는 데 숙명적인 결정을 만들고, 또한 징병제를 재소개하기도 하였다.이 운동들은 시초적으로 인기있었으나 후에 그의 후임자들에 위한 문제가 되었다. 1971년 노동당 정부가 결국 선출되었을 때 그 매우 첫 법령들 중의 하나는 징병제를 폐지하는 것이었다. 제2차 세계 대전 후 태평양에서 새로운 권력 균형의 실용적인 자신의 수납과 미국의 제휴를 위하여 자신의 강한 성원에 불구하고 그는 공공적으로 엘리자베스 2세 여왕을 위한 그의 찬양에 의하여 예증된 영국과 연결들을 위하여 지속적인 찬양을 공언하였으며 유명하게 자신을 "혼자 힘들로 영국인"으로서 묘사하였다. 10녀간의 세월에 영국과 숨겨진 왕정을 위한 오스트레일리아의 열정이었으나 멘지스의 열정은 그렇지 않았다.

## 인종차별과 제국주의 오스트레일리아
멘지스의 총리 재직 전체 기간은 장소에서 굳게 백호주의 정책으로 불려온 것이 있었다. 오스트레일리아는 인구를 증가시키고, 경제를 성장시키는 데 이민자들을 원하였으나 백인, 즉 유럽인들을 원하였다. 19세기 골드 러시의 세월부터 많은 중국인들이 금을 체굴하기 위하여 왔으며, 여론은 비백인 이민에 백인들의 호의를 가졌다. 이 일은 예를 들어 영어 뿐만이 아닌 아무 이민자를 시험할 수 있었던 것에 의하여 집행되었으나 또한 유럽과 북아메리카 백인들의 정반대 민족들로서 오스트레일리아인들의 이미지에 맞지 않은 민족들을 제외하는데 이용된 웨일스어 혹은 켈트어에서였다. 인종적 청결의 개념은 이 정책을 통지한 남아프리카공화국에서 아파르트헤이트를 창조한 것 답지 않았다. 일본이 북부 오스트레일리아에 폭탄 투하를 했던 제2차 세계 대전 이 일어나는 동안 일본군 정복의 위협과 30,000명의 전쟁 포로들(그 중에 3분의 2가 사망)의 대우에 관한 기억들은 반아시아인 감정 만을 강화하였다. 오스트레일리아는 자신들의 백인 남아프리카공화국 민족들과 가까운 스포츠와 문화 연결들을 가졌다. 멘지스의 총리직을 통하여 오스트레일리아는 지속적으로 대영제국 훈장의 회원인 기사 작위 수여의 영국 명예 시스템을 이용하였다. 멘지스 자신은 왕실 변호사였다. 영국 추밀원의 사법 재판소는 오스트레일리아의 가장 높은 항소 법원이었다. 이론에서 영국 국회는 오스트레일리아에서 사법권을 가진 입법을 아직도 통과시킬 수 있었다. 이 일은 1986년 오스트레일리아 법령이 오스트레일리아 전부의 주들 뿐만 아니라 오스트레일리아 연방 정부에 의하여 통과될 때까지 변하지 않았으나 또한 오스트레일리아에 그 헌법이 송환되면서 영국 국회에 의하여 통과되기도 하였다.
기술적으로 군주의 성공 만이 현재 오스트레일리아를 영국과 결합시키나 이 일은 오스트레일리아가 다른 상속인을 선택하는 데 시험되었을 것이다. 추밀원은 최고의 항소 법원으로 남아있다.
1972년 고프 휘틀럼의 노동당 정부가 국가 원수로서 여왕을 대표하는 총독에 의하여 해산될 때 헌법적 위기가 이어졌고, 노동당은 새로운 공화국 헌법을 성원하기 시작하였다. 이 일은 멘지스에게 저주였고, 오스트레일리아의 유산에 관하여 그가 신봉한 모든 것에 합법적으로 운영하였다. 뉴기니와 다수의 다른 섬 보호령들의 오스트레일리아 신탁 통치는 항상 손아래의 제국주의 타입이었고, 식민자 설탕 정제 회사를 통하여 피지에서 설탕 산업의 경제적 지배에 의하여 성원되었다. 주로 남양 군도에서 온 계약 노동은 또한 오스트레일리아의 설탕산업에 넓게 이용되었다. 많은이들은 더욱 혹은 적게 납치되었다. 멘지스의 총리직 동안 어보리진의 대지 주장들의 인정에 의문점이 협의 사항에 마저 없었다. 다음의 정부 아래 이 일은 변했다. 1971년 휘틀럼의 노동당 정부가 권력을 차지하면서 어보리진 텐트 대사관이 국회의사당의 잔디에 임시 거주하였다. 결국적으로 1993년 원주민 대지 권리 증서 법령이 통과되었다. 이 일은 아무에게도 속하지 않은 대지 오스트레일리아를 쿡 선장이 주장한 법적 가설을 효과적으로 전환시켰다. 추정된 어보리진들은 소유하는 대지의 개념을 가지지 않았다. 의미에서 이것은 정확하였고, 그들은 반대로보다 그것들을 소유하면서 대지를 이해하였다. 멘지스의 총리직 동안 약간의 어보리진들이 높은 임금의 직업들에서 일하거나 백인의 지역들에 살았다. 많은이들은 아파르트헤이트식의 정착지들에서 살았다. 2000년으로 봐서 최근에 한명의 작가는 어보리진들을 제3세계의 상태들에 살고 있다고 묘사하여 오스트레일리아의 "매우 인종차별적 과거"로 언급하였다
멘지스 아래 오스트레일리아는 제국주의 영국의 적은 이형을 닮았다. 오스트레일리아인들은 많은이들이 죄수들의 자손들로 주장한 이래 계급 차별이 없는 사회에 있어오면서 자신들에 자랑스러웠으며, 신세계의 명령에 많이 이르는 데 2번이나 독일과 동맹국들을 꺽은 노력 후에 매우 피곤하였다. 죄수들은 정말로 무슨 잘못도 하지 않았으며, 그들은 고전주의 영국 사회의 희생자들로 지내왔다. 오스트레일리아는 미래가 속하는 데 젊고, 자신감 있고, 가능성 있게 매우 번영적인 사회이며 스포츠와 야외 생활을 좋아하는 새로운 영국이 되는 것이었다. 1960년대 후반과 1970년대 초반의 오스트레일리아에서 "오스트레일리아는 지구에 거대한 나라이다"라는 명언을 듣는 데 전혀 비범하지 않았다. 멘지스 자신은 다른이들이 "자랑스럽고, 고지식하고, 검약하고, 겸손한 사회의 도덕상의 주력"으로서 계급 차별이 없는 사회로 불린 중류 계급을 감시하여 1942년 5월 22일 라디오 방송에서 국민들에게 "잊혀진 국민들"로 불렀다.

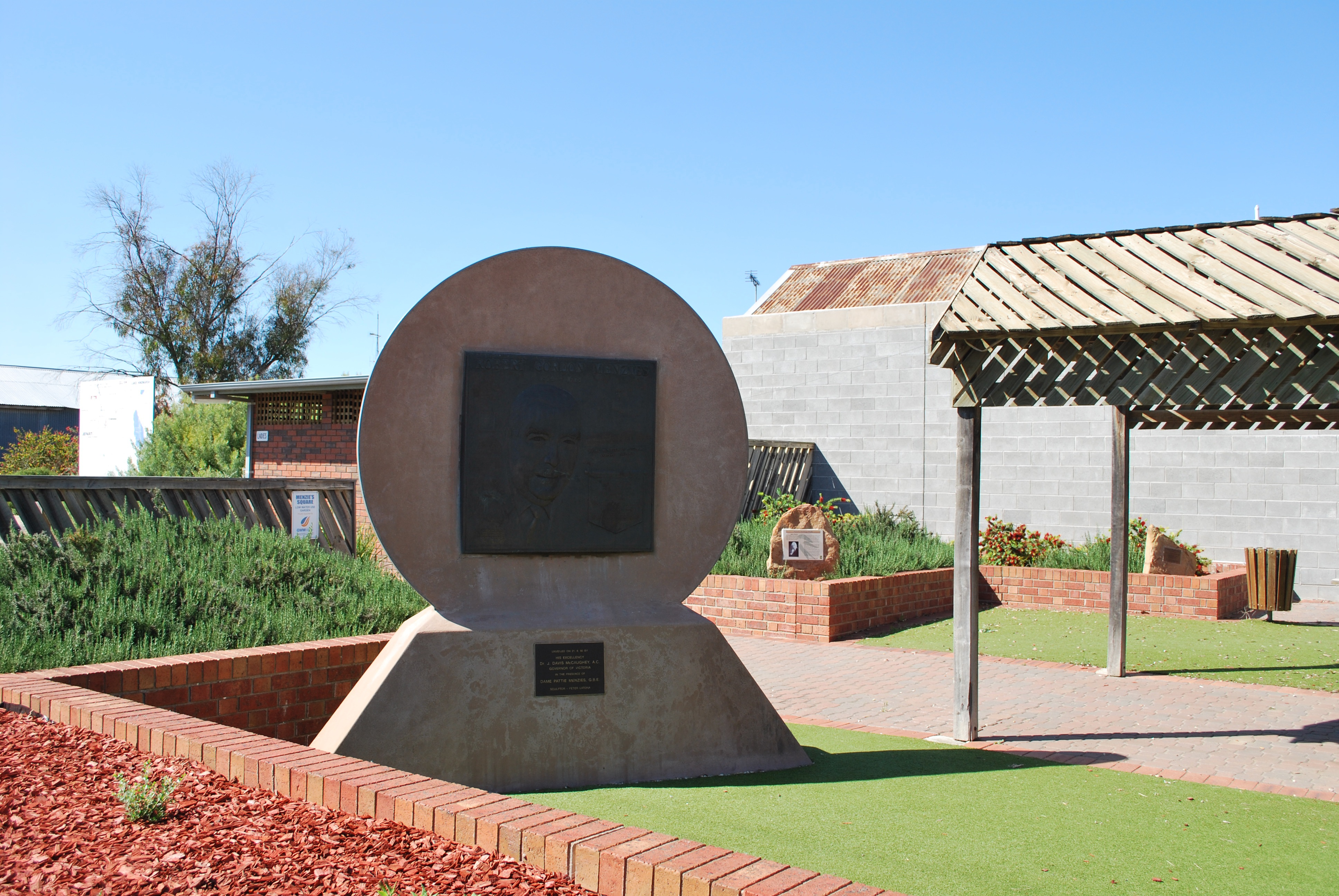
멘지스의 기념비

## 은퇴와 후세
1966년 1월 멘지스는 은퇴하고, 노동당의 당수와 총리로서 자신의 전 회계인 해럴드 홀트에 의하여 잇따라졌다. 그의 은퇴 후, 여왕은 그를 왕립학회 석학회원으로 임명하였다. 그는 강의를 하러 미국을 순회하였고, 회고록의 2권을 펴냈다. 그가 1968년과 1971년 그가 발작을 겪을 때 그의 은퇴는 망쳐지고 말았다. 이어진 해에 노동당 정부가 권력에 돌아오고, 1975년으로 봐서 백호주의는 인종 차별 법령의 통과에 의하여 폐지되었다. 그 후에 멘지스는 공공적 시야로부터 사라졌고, 늙은 나이에 자신의 전 동료들에 매우 비참하게 되었다.
1978년 5월 15일 83세의 나이에 멜버른에서 심근 경색으로 사망하였고, 장례식은 국장으로 치루어졌다.

## 유산
멘지스는 총 18년, 5개월과 12일을 위한 총리였으며, 아무 오스트레일리아 총리의 매우 장기적 기간이었고 자신의 2번째 임기 동안 그는 여태까지 나머지 아무도 해내지 않은 오스트레일리아의 정치를 지배하였다. 그는 자신의 첫 총리 재직의 실패들에 잊게 되고, 1943년의 심각성으로부터 정치의 보수파를 재건할 수 있었다. 이것들은 위대한 정치적 성취들이었다. 그는 또한 오스트레일리아에서 더 높은 교육을 개발하는 데 많은 일을 하였고, 자신의 프로젝트들 중의 하나로 캔버라의 개발을 이루었다.
비판자들은 멘지스의 성공은 주로 위대한 실력과 그가 개척한 장기적 전쟁 이후의 붐의 좋은 행운과 냉전 세월의 반공 공포들의 교묘한 처리들의 이유였다고 말한다. 그는 또한 1950년대, 특히 1954년의 오스트레일리아 노동당의 갈라짐에 의하여 노동당 안에서 큰 타격을 주는 의견 차이에 의하여 결정적으로 원조되었다. 그러나 보수주의자들 사이에 그의 평판은 흐리지 않았고, 그는 노동당의 거대한 영웅으로 남아있다.
몇몇의 책들은 그에 관한 일화들과 그의 많은 재치있는 의견들과 함께 채워져왔다. 1954년 빅토리아주 윌리엄스타운에서 그가 연설하는 동안 한명의 야유하는 자가 와서 멘지스가 "만약 내가 대천사 가브리엘이었다면 난 나의 헌법에서 당신이 없을 것에 두려워한다"라고 한 말에 "만약 당신이 대천사 가브리엘이면 난 당신을 위하여 투표하지 않을 것이다"라고 소리쳤다.
멘지스의 공식적 전기를 위한 계획이 그의 사망 후에 곧 시작되었으나 패티 여사의 남편의 평판 보호와 임명된 전기작가 프랜시스 맥니콜과 협력하는 데 거부에 의하여 장기적으로 연기되었다. 1991년 멘지스 가족은 1993년과 1999년 2권으로 나온 전기를 쓰는 데 교수 A. W. 마틴을 임명하였다.

## 서훈
- 1951년 컴패니언 오브 아너(Order of the Companions of Honour, CH)
- 1963년 시슬 훈장(Order of the Thistle, KT)
- 1976년 오스트레일리아 훈장 기사장(AK, 작위급 훈장)

## 역대 선거 결과
| 선거명      | 직책명                 | 대수 | 정당                  | 득표율 | 득표수   | 결과 | 당락               |
| ----------- | ---------------------- | ---- | --------------------- | ------ | -------- | ---- | ------------------ |
| 1934년 선거 | 하원의원 (쿠용 선거구) | 14대 | 통합 오스트레일리아당 | 61.7%  | 41,876표 | 1위  | 쿠용 하원의원 당선 |
| 1937년 선거 | 하원의원 (쿠용 선거구) | 15대 | 통합 오스트레일리아당 | 51.3%  | 31,690표 | 1위  | 쿠용 하원의원 당선 |
| 1940년 선거 | 하원의원 (쿠용 선거구) | 16대 | 통합 오스트레일리아당 | 62.9%  | 44,161표 | 1위  | 쿠용 하원의원 당선 |
| 1943년 선거 | 하원의원 (쿠용 선거구) | 17대 | 통합 오스트레일리아당 | 48.6%  | 37,988표 | 1위  | 쿠용 하원의원 당선 |
| 1946년 선거 | 하원의원 (쿠용 선거구) | 18대 | 오스트레일리아 자유당 | 61.7%  | 49,298표 | 1위  | 쿠용 하원의원 당선 |
| 1949년 선거 | 하원의원 (쿠용 선거구) | 19대 | 오스트레일리아 자유당 | 67.1%  | 27,912표 | 1위  | 쿠용 하원의원 당선 |
| 1951년 선거 | 하원의원 (쿠용 선거구) | 20대 | 오스트레일리아 자유당 | 67.4%  | 28,174표 | 1위  | 쿠용 하원의원 당선 |
| 1954년 선거 | 하원의원 (쿠용 선거구) | 21대 | 오스트레일리아 자유당 | 69.3%  | 29,427표 | 1위  | 쿠용 하원의원 당선 |
| 1955년 선거 | 하원의원 (쿠용 선거구) | 22대 | 오스트레일리아 자유당 | 66.6%  | 28,363표 | 1위  | 쿠용 하원의원 당선 |
| 1958년 선거 | 하원의원 (쿠용 선거구) | 23대 | 오스트레일리아 자유당 | 63.4%  | 28,285표 | 1위  | 쿠용 하원의원 당선 |
| 1961년 선거 | 하원의원 (쿠용 선거구) | 24대 | 오스트레일리아 자유당 | 57.3%  | 26,328표 | 1위  | 쿠용 하원의원 당선 |
| 1963년 선거 | 하원의원 (쿠용 선거구) | 25대 | 오스트레일리아 자유당 | 63.9%  | 30,205표 | 1위  | 쿠용 하원의원 당선 |

## 참고 문헌
- Alan Martin, Robert Menzies: A Life, two volumes, Melbourne University Publishing, 1993 and 1999 (this competent but uninspiring official biography was delayed for many years by the un-cooperative attitude of Dame Pattie Menzies.)
- Judith Brett, Robert Menzies' Forgotten People, Macmillan, 1992 (a sharply critical psychological study)